# Iglesia de San Salvador (Ejea de los Caballeros)
La Iglesia de San Salvador o Iglesia del Salvador es una iglesia fortaleza ubicada en Ejea de los Caballeros, Zaragoza, España. De estilo románico con transición al gótico, su construcción se inició a finales del siglo XII donde se usó sillería de piedra arenisca. Jimeno de Luna, obispo de Zaragoza, la consagró en 1222 aunque su edificación no finalizó hasta 1230, fecha que quedó grabada en una inscripción al pie de la iglesia.
Los detalles románicos esculpidos sobre la portada oeste están catalogados como los más ricos y más complejos de las Cinco Villas, además de ser el trabajo más destacado del taller del Maestro de Agüero, escultor y arquitecto de la comarca, conocido por su maestría arquitectónica de gran precisión y fuera de lo común en la época. Sus trabajos también se extendieron a lo largo de la provincia de Huesca y la comunidad de Navarra.
En su interior se encuentra un retablo de gran tamaño, considerado una joya gótica del siglo XV y que contiene pinturas realizadas por Blasco de Grañén y su sobrino Martín de Soria, quien finalizó la obra tras el fallecimiento de Grañén. Los hermanos Sariñena, Domingo y Mateo, trabajaron toda la mazonería que envuelve al retablo.
Se declaró Monumento Histórico Artístico por el Ministerio de Instrucción Pública y Bellas Artes el 3 de junio de 1931. Se confirmó la declaración como Bien de Interés Cultural por parte del Departamento de Cultura y Turismo el 7 de abril de 2003.

## Historia
El edificio sobrevivió a la guerra de sucesión española, uno de los varapalos más duros en la historia de Ejea de los Caballeros. En una disputa por el trono de España entre el archiduque Carlos de Austria y Felipe de Anjou, Ejea decidió apoyar al archiduque, quien cayó derrotado para desgracia de la localidad aragonesa. Felipe de Anjou, más conocido como Felipe V tras obtener la victoria y alzarse como Rey de España, sitió Ejea en 1706 donde sus tropas destruyeron, incendiaron y saquearon a la población, además de llevar a la muerte a una gran parte de sus habitantes.
El 8 de abril de 1959 se construyó una fuente luminosa a los pies de la iglesia de San Salvador, en plena plaza de la Magdalena, en conmemoración por la llegada de las aguas a Ejea desde el Embalse de Yesa a través del Canal de las Bardenas. Este hecho permitió el regadío de miles de hectáreas y la fundación de Bardenas, El Bayo, Valareña, Santa Anastasia, Pinsoro y El Sabinar, que se unieron a los pueblos de Rivas y Farasdués para formar parte del municipio de Ejea de los Caballeros.

## Exterior
Su aspecto de fortaleza destaca por una torre almenada rematada con cuatro atalayas, el coronamiento de las almenas y el adarve, que componen una estructura de estilo defensivo muy característico de la zona. Junto a la torre principal se localiza una segunda torre añadida al edificio original en el siglo XIV; su construcción se encuentra inacabada.
La cabecera está rematada en ábside poligonal, una estructura de arquitectura gótica que esconde el arco triunfal original, a causa de la gran cantidad de modificaciones que se realizaron desde el siglo XVII y que ocultaron antiguos detalles románicos.

### Restauración
Durante una restauración en 1975 de la capilla de San Mateo, apareció entre los escombros un relieve escultórico a color que sufrió pequeños daños por las obras hasta su hallazgo; en él, se muestran esculpidas las figuras de la virgen María y un ángel arrodillado. Se comprobó que ambas figuras perdieron sus cabezas antes incluso de su descubrimiento. Debido a que el templo se encontraba en obras, la pieza se trasladó a la iglesia de Santa María y se ubicó en la parte norte del presbítero.
Entre 2009 y 2010, gracias a un convenio entre el Ayuntamiento de Ejea de los Caballeros, el Arzobispado de Zaragoza y el Gobierno de Aragón, la Dirección General de Patrimonio Cultural se encargó de la restauración de la fachada norte debido a su deterioro por la humedad. Rejuvenecieron por completo la fachada septentrional y eliminaron un porche moderno construido tiempo atrás como protección de la portada. Los trabajos de restauración no abordaron la portada norte, por lo que se colocó una fotografía de sus arquivoltas a tamaño real sobre una chapa metálica, a modo de protección provisional.

### Portada norte

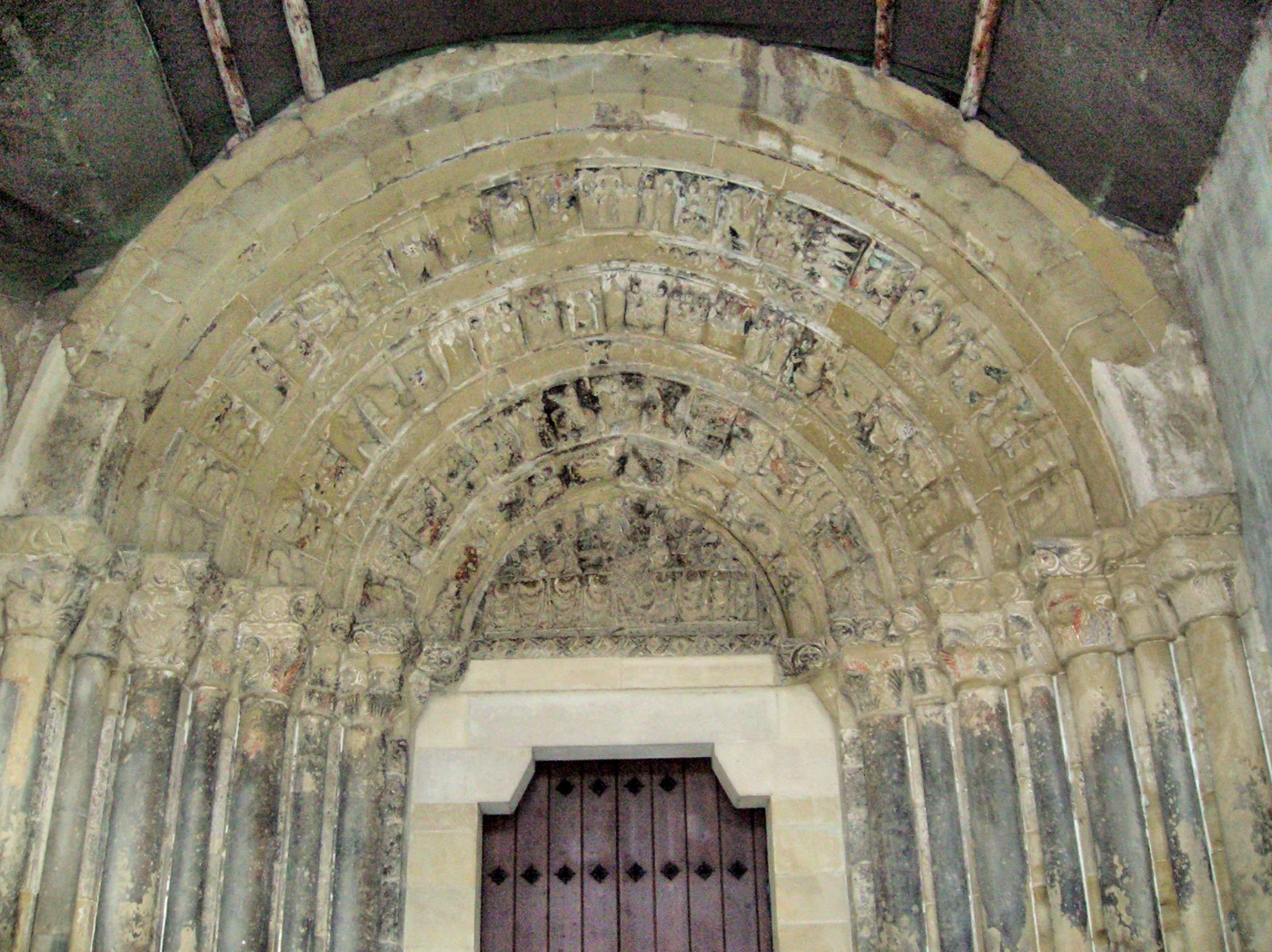
Portada norte bajo un porche moderno que se retiró entre 2009 y 2010.

Situada en orientación norte, es utilizada como entrada secundaria al templo y contiene un muestrario escultórico del románico catalogado como el más complejo y más rico en detalles de la comarca de las Cinco Villas, además de ser uno de los trabajos más destacados del taller del Maestro de Agüero; un conocido escultor y arquitecto activo en la zona, especializado en portadas. Otras de sus obras más conocidas se encuentran en el claustro del Monasterio de San Pedro el Viejo, en Huesca, y en el Real Monasterio de San Juan de la Peña, situado en la localidad oscense de Botaya, Jaca, donde bautizaron al artista como Maestro de San Juan de la Peña. Fuera de tierras aragonesas, su huella como escultor también quedó plasmada sobre la portada de la Iglesia de Santa María la Real, en Sangüesa, Navarra.
Se abre en arco de medio punto formado por cinco arquivoltas que contienen detalles geométricos y de vegetación, que a su vez envuelven un tímpano con una representación de la última cena, donde aparecen los apóstoles a los lados de Cristo y agachado Judas Iscariote, quien recoge los alimentos que le entrega Cristo mientras es señalado como traidor. A lo largo de las arquivoltas se aprovechan hasta las dovelas para mostrar la Redención y la Vida de Jesús en forma iconográfica. La arquivolta interior sobresale de las demás al representar varias imágenes profanas que simbolizan el pecado con el uso de grifos, flautistas, bailarinas y contorsionistas.
El 11 de noviembre de 2020, el Consejo de Gobierno del Ejecutivo Autonómico aprobó un presupuesto anticipado de 103 434 euros para la restauración de la portada norte, con el fin de frenar su avanzado deterioro y garantizar su conservación. La orientación y la meteorología de la zona hacen que los meses de primavera y verano sean óptimos para una correcta restauración, por lo que se confirmó su comienzo en la primavera de 2021 con una previsión de seis meses de duración.

Detalles de la portada norte
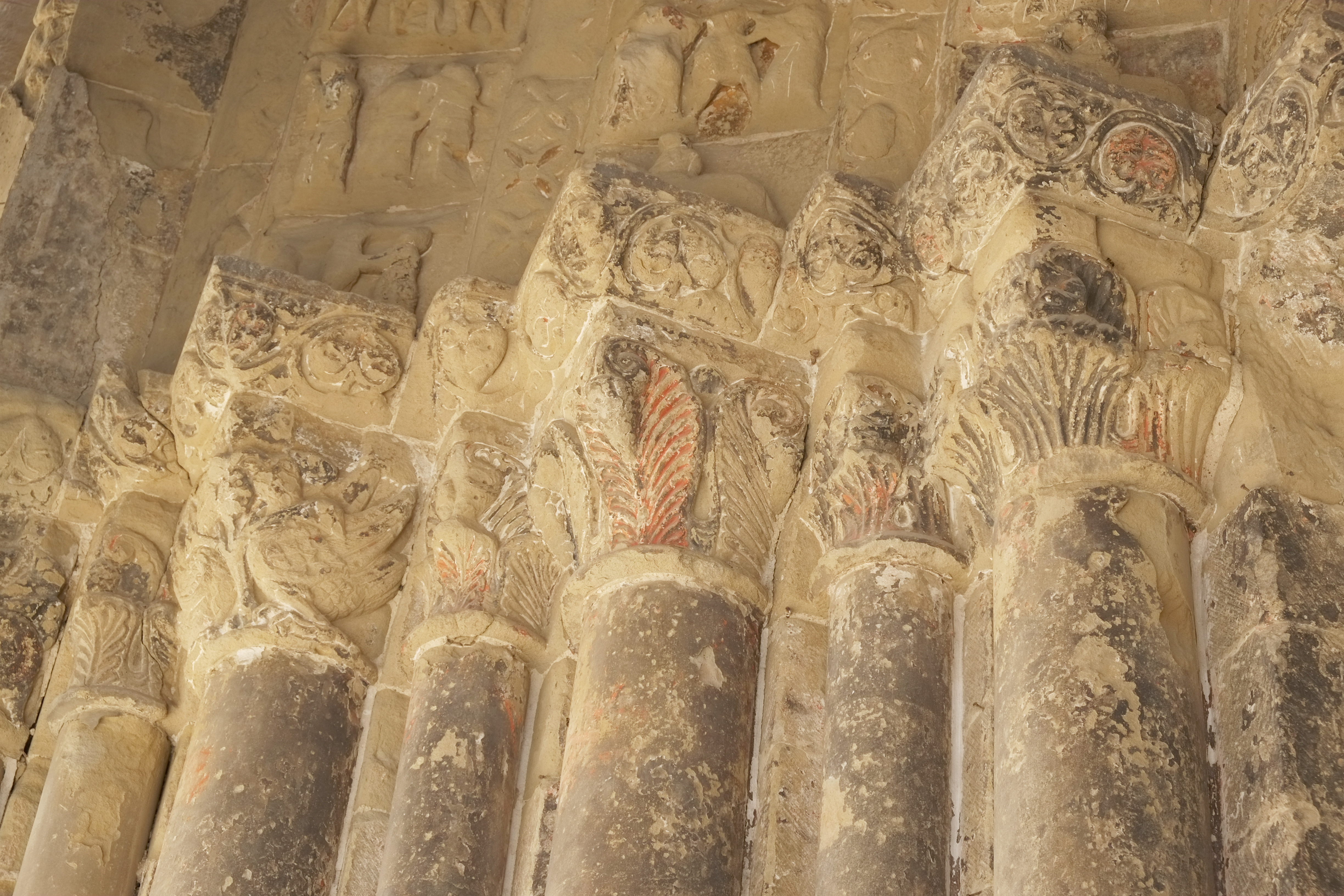
Capiteles
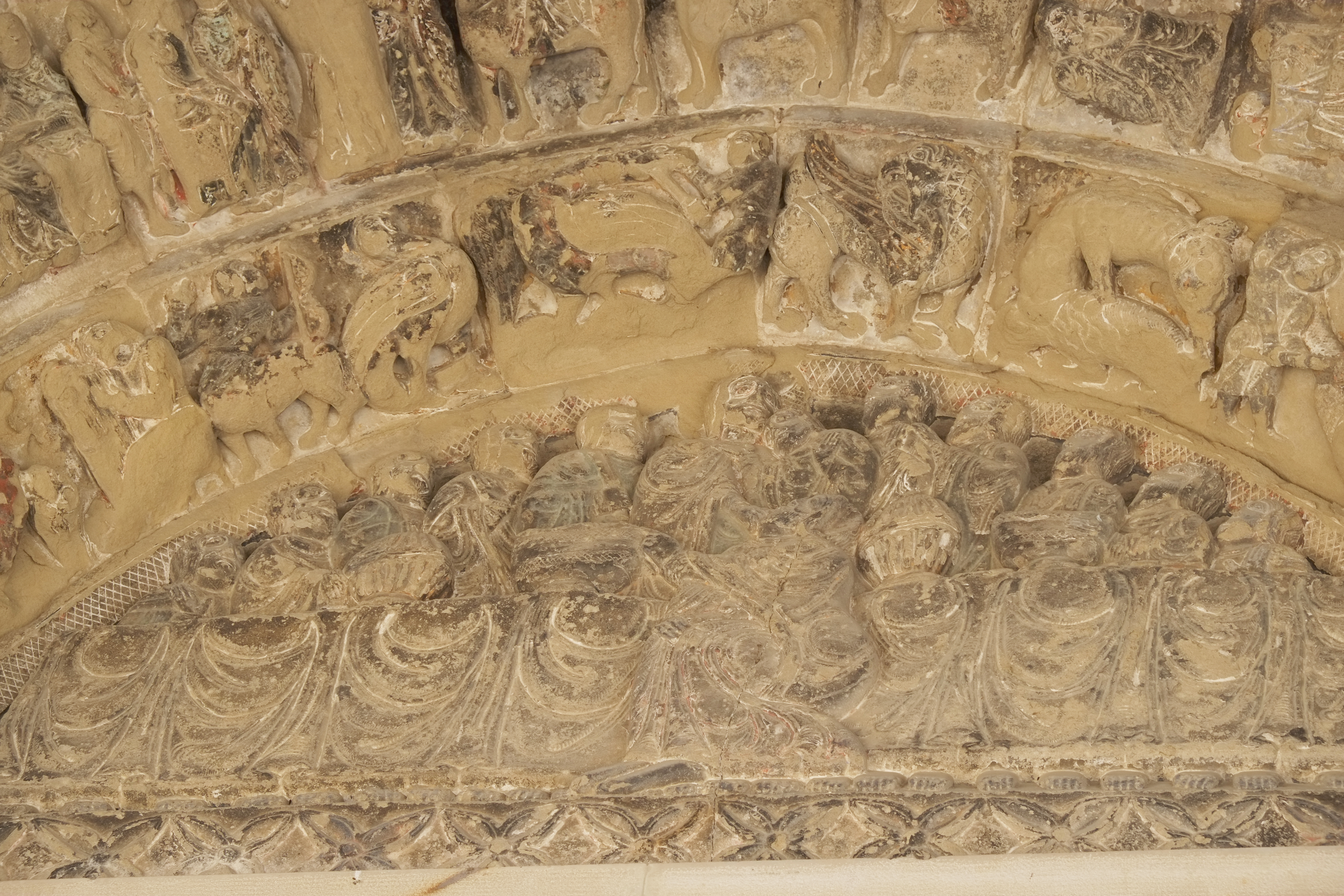
Tímpano
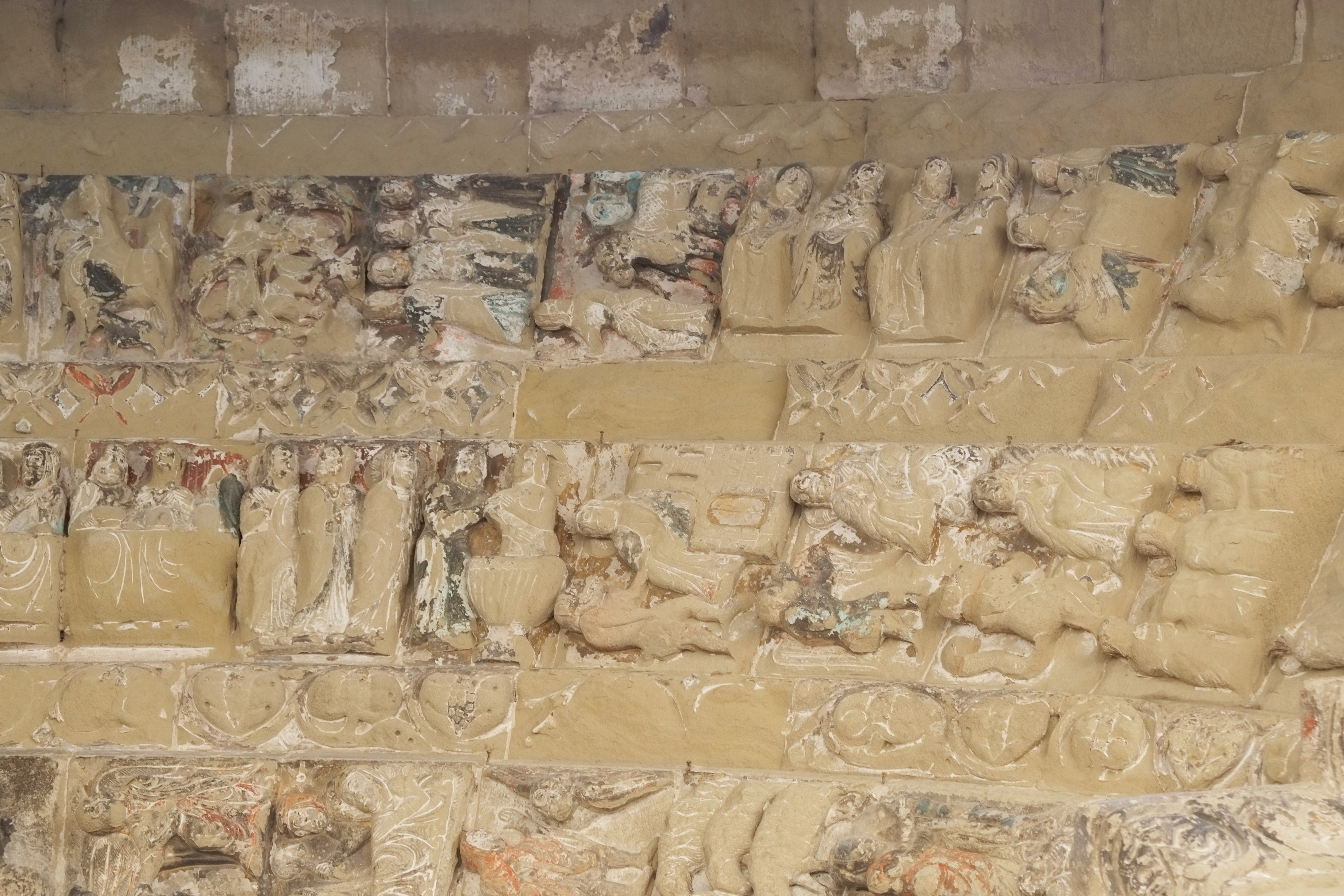
Arquivoltas

### Portada oeste

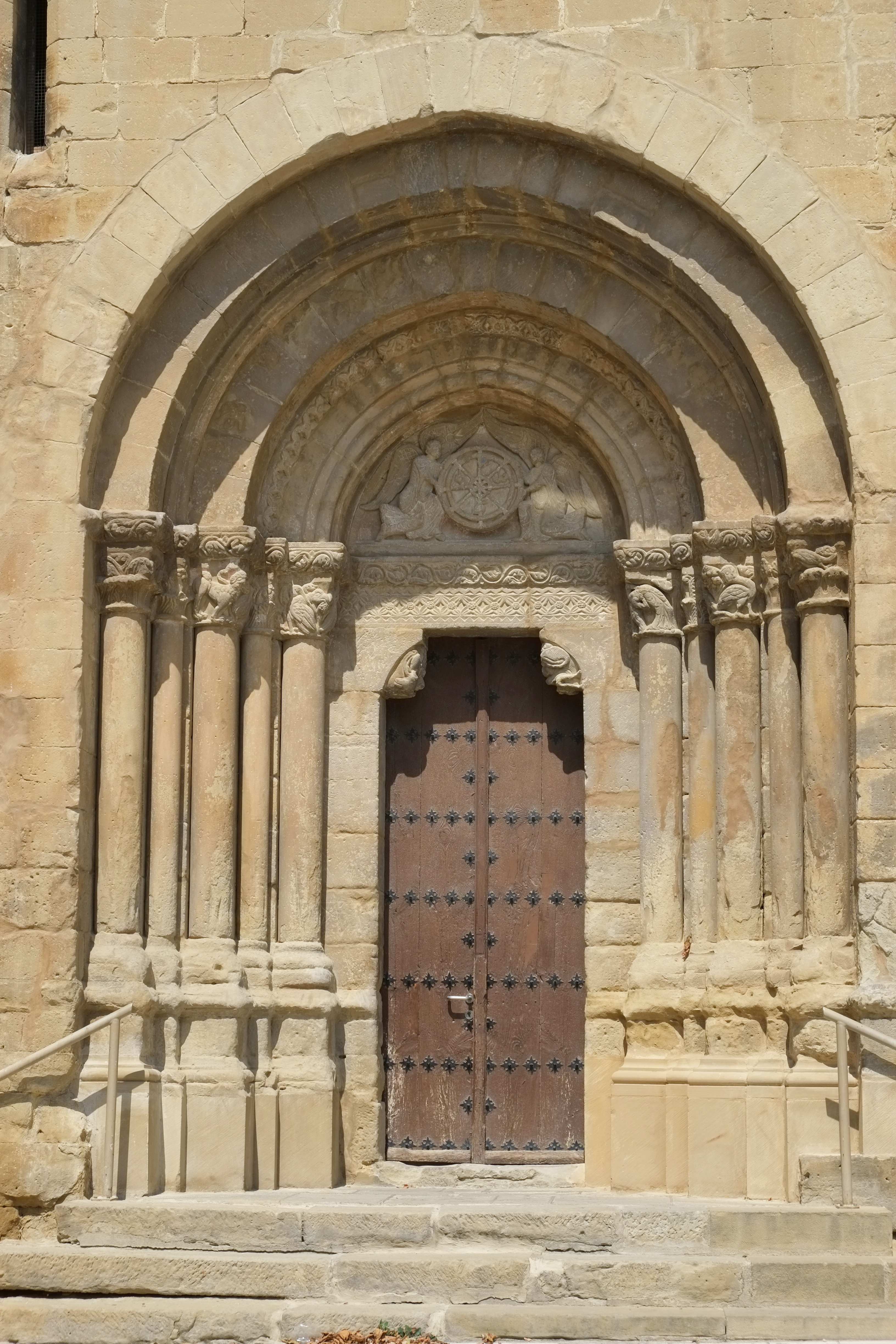
Portada oeste

Apodada como Portada de Penitentes, es la entrada principal a la iglesia y cuyo tímpano central contiene un crismón trinitario aragonés custodiado por dos ángeles con las alas desplegadas, al igual que en la Iglesia de San Felices de Uncastillo. Sus capiteles contienen monstruos, aves y una bailarina que contorsiona su cuerpo al ritmo de una arpista, todos ellos son elementos comunes que confirman la relación de los trabajos con el taller del Maestro de Agüero.
Se encuentra elevada respecto al suelo y es accesible a través de tres escalones que finalizan en dos portones de gran altura decorados con clavos de hierro forjado pintados en color negro. Sus tres arquivoltas están decoradas con motivos florales y finalizan en seis capiteles, por los que se extiende vegetación y un sinfín de aves, arpistas, bailarinas, monstruos y aves. Para finalizar, dos modillones custodian la entrada en forma de monstruos donde uno de ellos devora a un cordero; del que solo se asoma la cabeza, y el otro devora a una persona; de la que solo asoman las piernas.

Detalles de la portada oeste
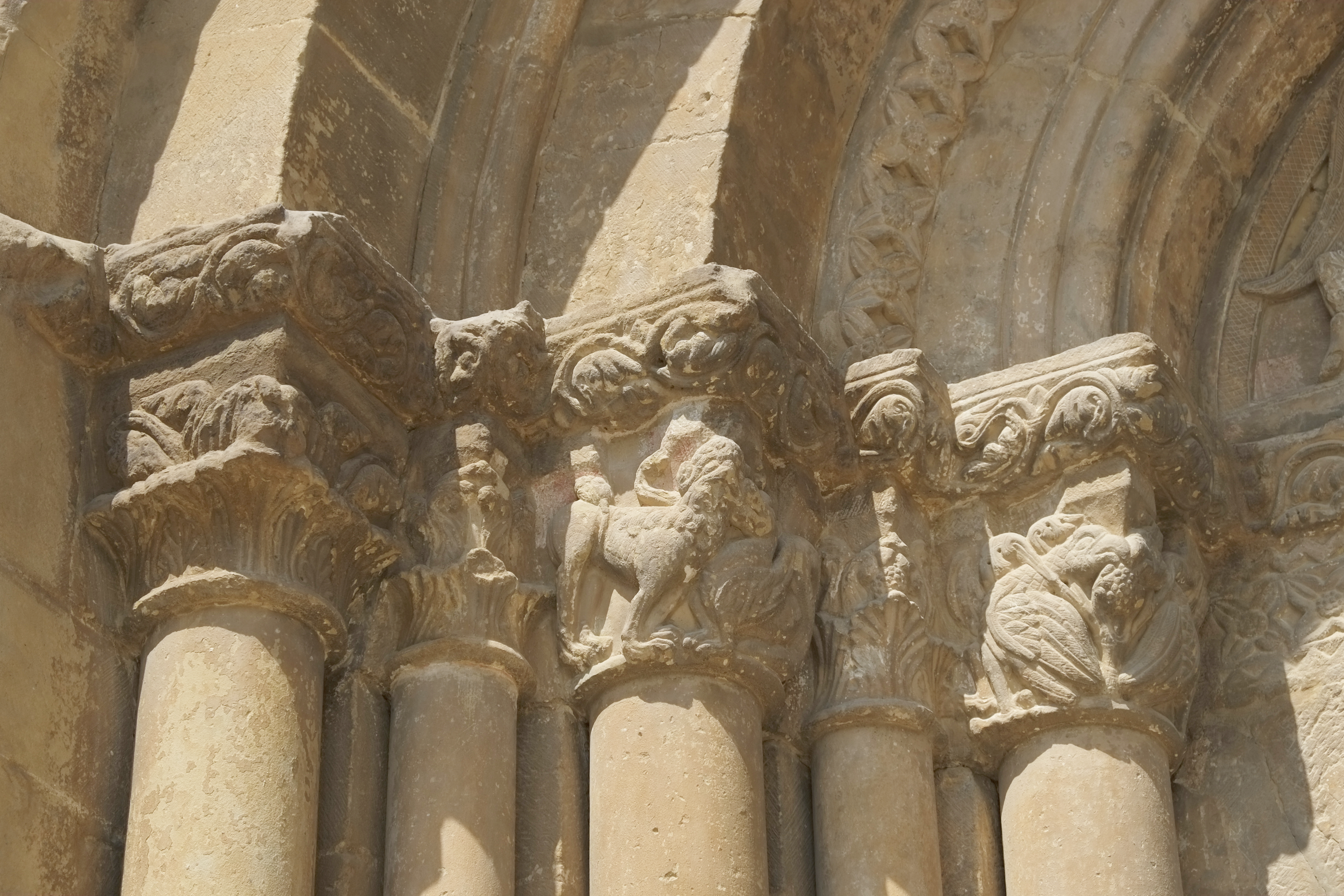
Capiteles de la parte izquierda
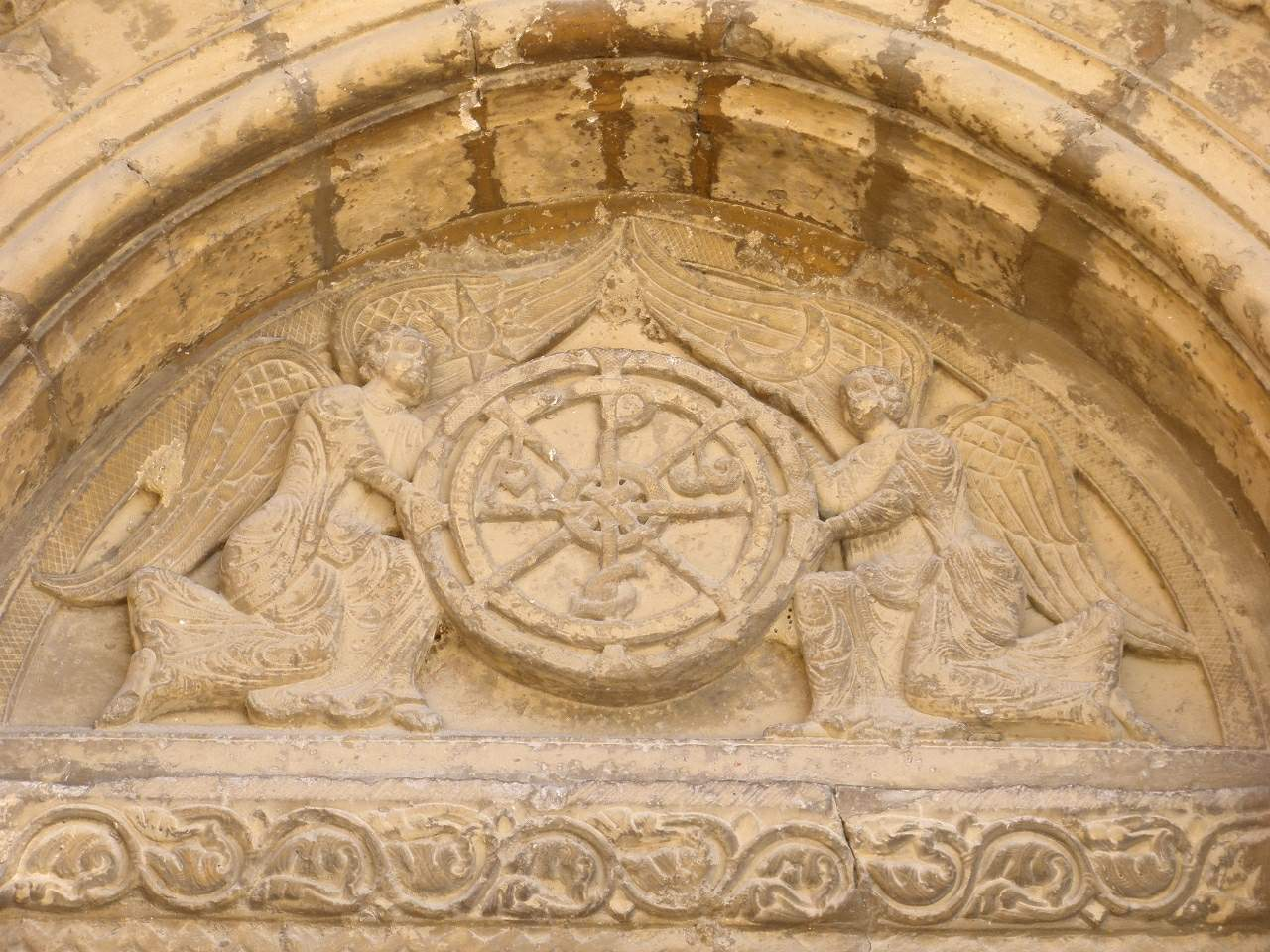
Tímpano
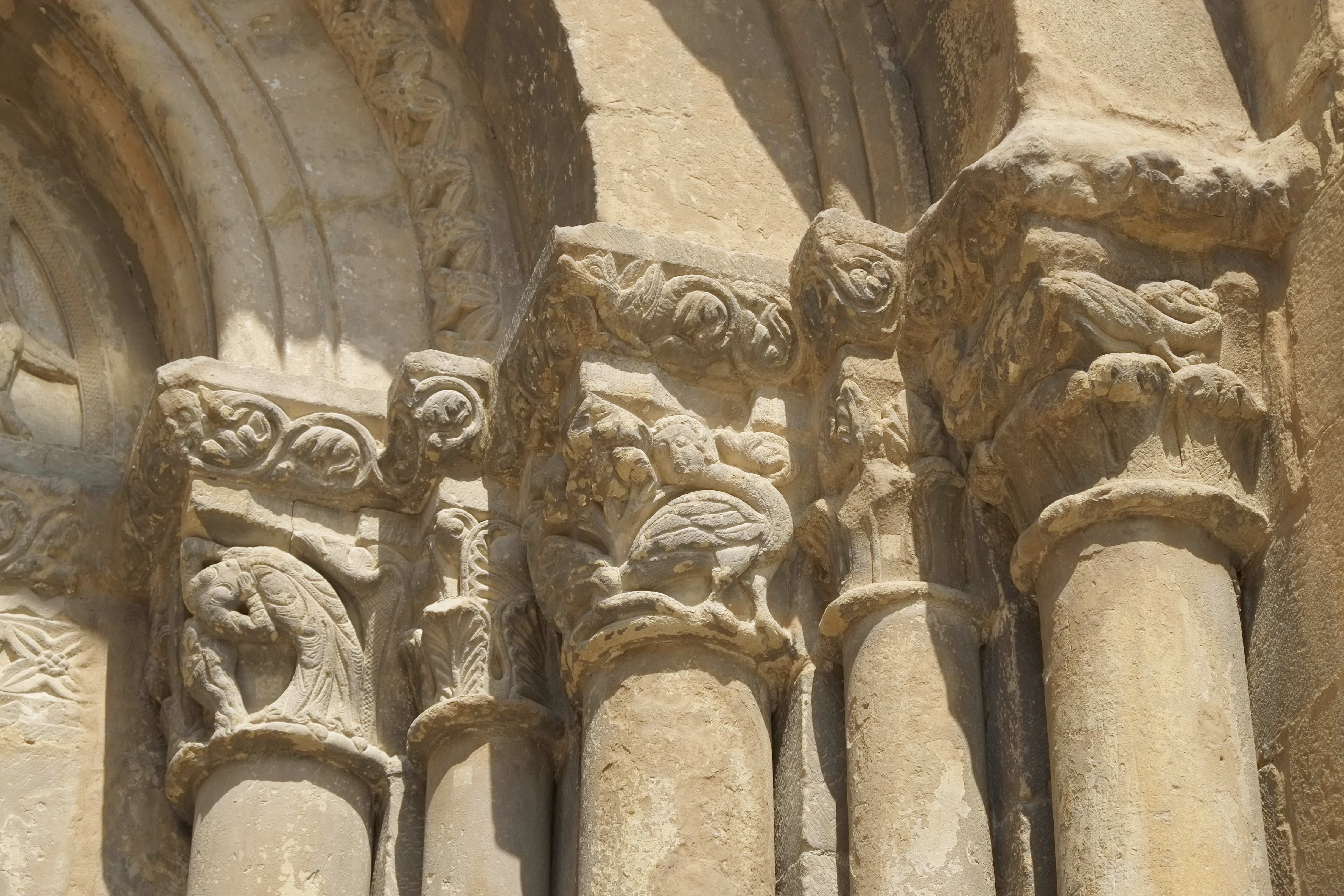
Capiteles de la parte derecha

## Interior

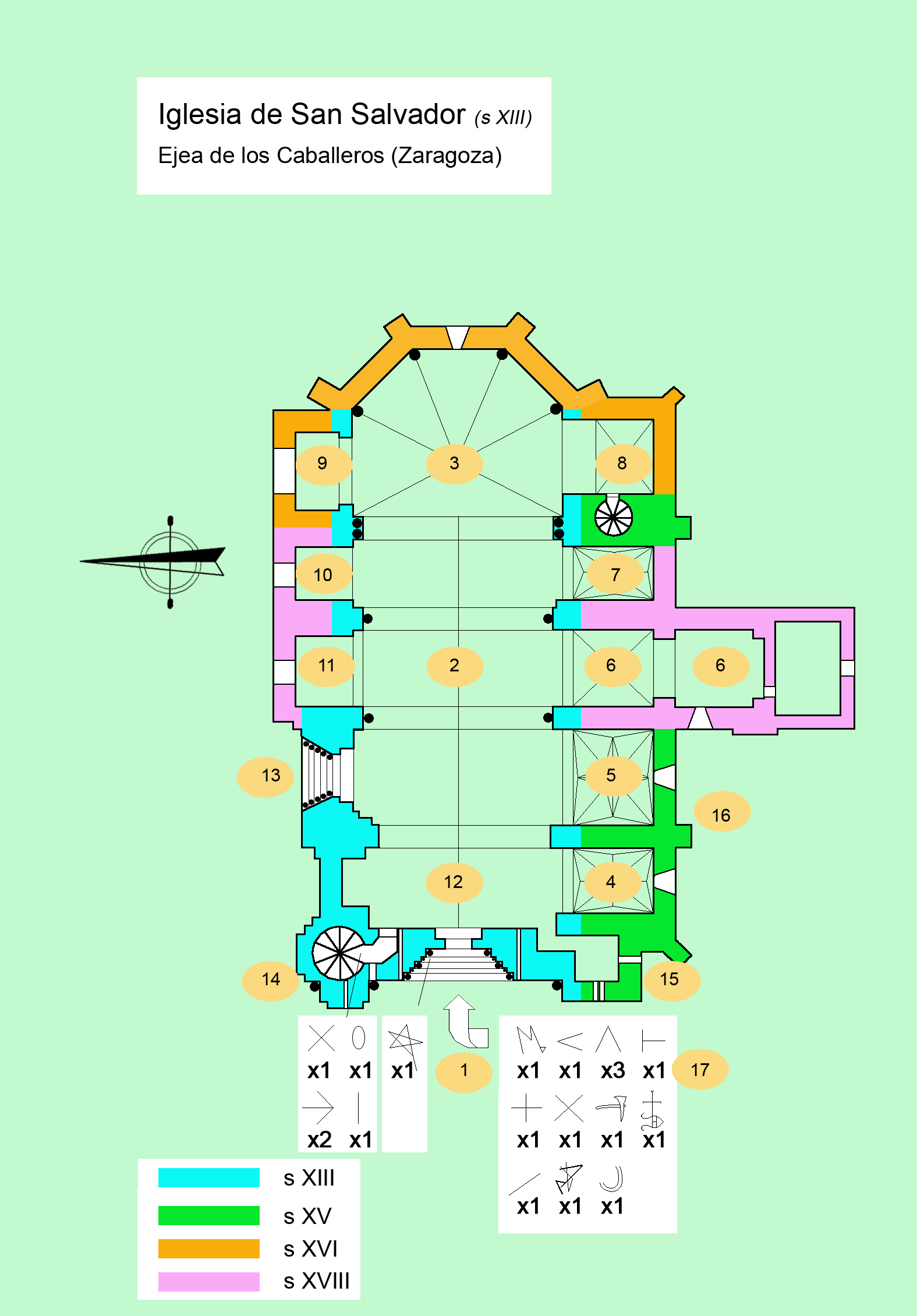
Aproximación a la planta de San Salvador (con marcas de cantería)
Leyenda de la imagen
1.- Pórtico Oeste; entrada, sXIII.
2.- Nave.
3.- Ábside, reformado.
4.- Capilla de El Santo Cristo, s XVI.
5.- Capilla de La Inmaculada, s XVI.
6.- Capilla de El Voto, s XVIII.
7.- Capilla de San Mateo Apóstol, s XVI.
8.- Capilla de Mª Magdalena, s XVI.
9.- Capilla del Sagrado Corazón, s XVI.
10.- Capilla de Nª Sra. del Pilar, s XVIII.
11.- Capilla de la Sagrada Familia.
12.- Baptisterio y Coro.
13.- Portada Norte, s XIII, bajo Pórtico de s XVI.
14.- Torre Noroeste.
15.- Torre Suroeste.
16.- Tribuna exterior, s XV.
17.- Marcas de cantería.

El interior cuenta con las características propias de una iglesia del románico y detalles que indican su introducción también en la arquitectura gótica, con una bóveda de cañón en el centro que finaliza en un ábside poligonal y cuya cubierta de horno se sostiene por seis nervios, entre los que se forman arcos apuntados.
Sobre la portada norte que cumple la función de entrada secundaria, se encuentra un balcón cegado que albergó el órgano hasta su posterior traslado al coro.

### Capillas
En sus orígenes la iglesia de San Salvador contaba con una sola nave, pero hacia la mitad del siglo XV se construyeron dos capillas a los lados del presbiterio. A partir de 1545 se erigieron seis espacios adicionales a petición de Hernando de Aragón, arzobispo de Zaragoza, hijo del también arzobispo Alonso de Aragón y nieto bastardo del rey de Castilla Fernando II el Católico, hasta que en el siglo XVIII se añadió la última capilla dedicada a El Voto, tras la erradicación de una epidemia de cólera entre la población.

#### Capilla del Santo Cristo
Contiene una talla manierista fabricada en madera policromada con detalles dorados donde se representa una crucifixión del siglo XVI.

#### Capilla de la Inmaculada
En el interior se encuentra un retablo barroco del siglo XVII, acompañado de los lienzos de la Virgen de la Caridad y de San Pedro de Arbués (1660) a ambos lados.

#### Capilla del Voto
Destaca respecto al resto de capillas por contar con un mayor tamaño y doble profundidad, donde el primer espacio corresponde a la anterior capilla en honor a San Vicente, y el segundo dedicado a la Purísima Concepción. Se ampliaron sus dimensiones originales entre 1792 y 1806 con motivo del voto a la virgen que realizó el pueblo ejeano el 14 de enero de 1773, con el fin de acabar con una epidemia de cólera que afectó a numerosos habitantes de la localidad. Se nombró patrona y protectora de Ejea de los Caballeros a la Purísima Concepción en señal de gratitud al cesar la expansión de la enfermedad en la localidad.
Cuatro lienzos incluidos en la misma capilla y pintados por Luis Muñoz Lafuente en 1804, representan en imágenes el acontecimiento, mientras que un retablo neoclásico muestra las imágenes de Santa Teresa de Jesús, San Juan Evangelista y la Purísima Concepción. Hasta su ocultación con una capa de pintura o su destrucción, la cúpula contó con una representación mural pintada al fresco por José Fraustaquio, donde se representaron unos ángeles junto a una balaustrada con el emblema de la virgen. También en las pechinas que marcaban el paso entre la planta cuadrada y la circular, existieron querubines que ondeaban filacterias donde se leía Templanza, fortaleza, prudencia y justicia.
Originalmente la capilla perteneció a Nuestra Señora de la Aurora, donde se alojó un retablo de pincel antiguo, hasta que en el siglo XVIII cambió la advocación de la capilla por la Purísima Concepción, por lo que se erigió un nuevo altar con un retablo de estilo rococó, que sustituyó al antiguo inspirado en el gótico. En el libro Idea de Exea: compendio histórico de la muy noble, y leal Villa de Exea de los Caballeros, escrito por José Felipe Ferrer y Racaj, habla sobre Félix Larrangua, un racionero de la iglesia que por su devoción a la Virgen costeó la renovación del retablo de la capilla con su propio dinero.

#### Capilla de San Mateo Apóstol
Recoge un retablo renacentista de 1549 y siete figuras góticas de finales del siglo XV, fabricadas en yeso endurecido y apoyadas sobre hornacinas del siglo XVI.

#### Capilla de María Magdalena
Alberga un retablo de la Coronación de Santa Teresa de los últimos años del siglo XVIII y una imagen de María Magdalena datada en principios del siglo XVI.

#### Capilla del Sagrado Corazón
En el centro se encuentra el Sagrado Corazón de Jesús flanqueado por San Miguel a su derecha y la Virgen del Carmen a su izquierda. Recoge también un retablo barroco comprendido entre los siglos XVII y XVIII.

#### Capilla de Nuestra Señora del Pilar
La cubierta y los remates de la entrada se decoraron con yeserías del primer renacimiento y contiene un retablo de estilo barroco y la imagen de la Virgen del Pilar, ambos del siglo XVIII.

#### Capilla de la Sagrada Familia
Cuenta con un retablo que data de finales del siglo XVI y principios del XVII, custodiado por el escudo original de Ejea de los Caballeros a ambos lados.

### Baptisterio y coro
Ambos provienen del primer renacimiento donde se destacan los medallones y numerosa decoración vegetal. El coro está construido en sillería de 1610 por Philippe Fillau d'Orleans. Alberga un órgano de tubos construido en 1882 que originalmente se situó en un balcón ubicado sobre la portada norte que se cegó tiempo más tarde.
El baptisterio cuenta con una pila bautismal de finales del siglo XVII.

## Retablo mayor

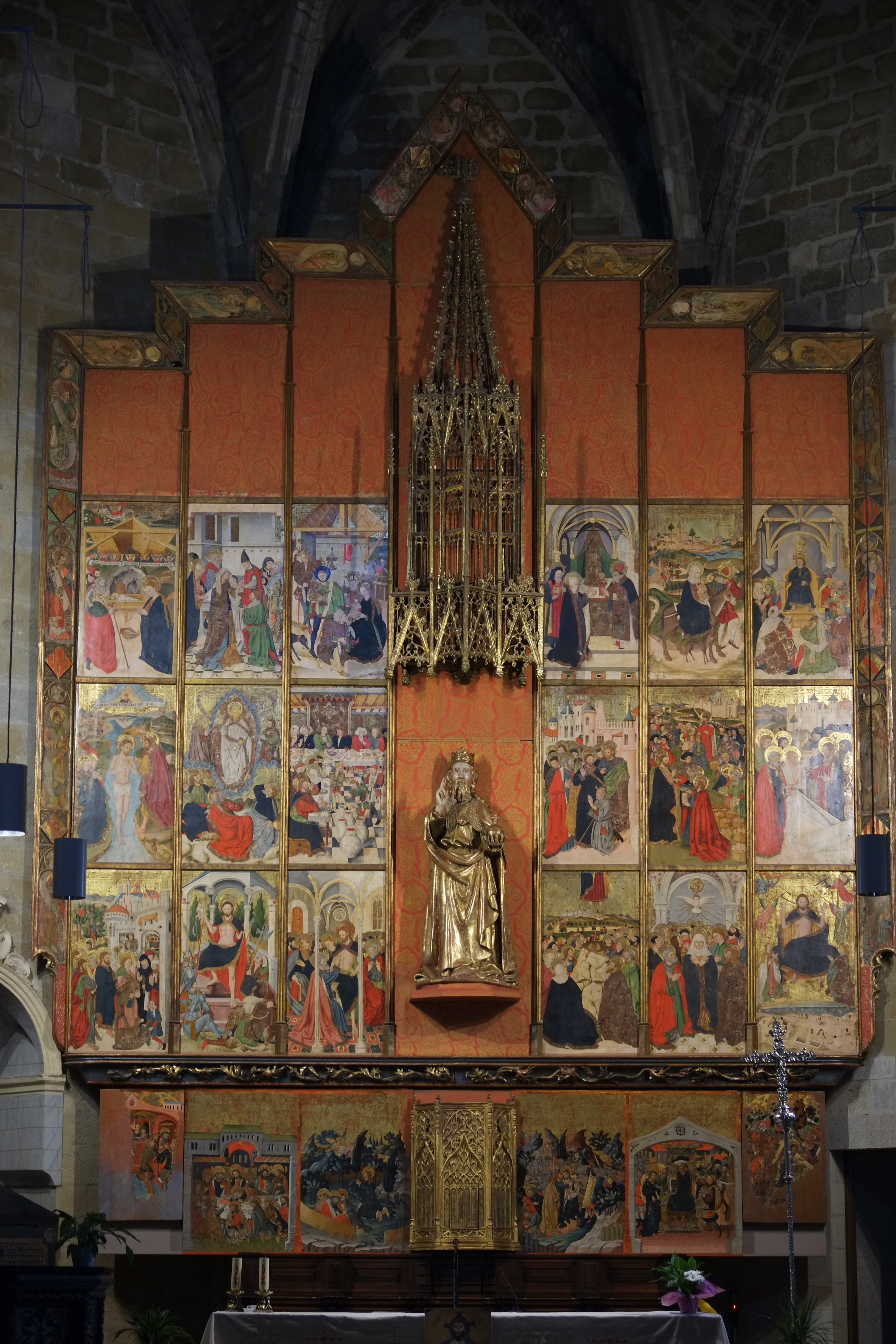
Retablo mayor

Está formado por 24 tablas de estilo gótico internacional con influencias del gótico hispanoflamenco pintadas al temple por Blasco de Grañén, quien comenzó a pintar el retablo en 1438 con la ayuda de varios empleados pero murió en 1459 antes de poder finalizarlo; Martín de Soria, sobrino del autor y también pintor, los terminó en 1476 con la colaboración de Juan Ríus. Toda la fabricación en madera y los detalles que rodean el retablo se crearon de forma artesanal por los hermanos Mateo y Domingo de Sariñena. A pesar de todo el trabajo realizado durante casi cuarenta años, el retablo se mantuvo oculto bajo una pintura barroca, hasta que en 1704 durante la restauración, se descubrió que se escondía una joya gótica del siglo XV.
La propia parroquia de San Salvador, gracias a la venta de la casa que un vicario dejó en su testamento para tal fin, contrató e intentó financiar los servicios artísticos de Grañén por 10.000 sueldos, pero en 1454 y por dificultades para recaudar el dinero suficiente y cubrir los pagos, los trabajos no continuaron. Los fieles de la iglesia se endeudaron al solicitar un crédito de 800 sueldos al prestamista judío Haym Baço, residente en Albalate de Cinca, Huesca, con el fin de acabar los últimos retoques de pintura y toda la mazonería, pero no fue suficiente para finalizar el retablo. En 1463 se cumplieron 25 años desde el comienzo del proyecto y una vez más, se reanudó la obra que Martín de Soria finalizó un año más tarde.
Junto al retablo mayor se encuentra un sarcófago construido en 1787 que pertenece a Francisco González, fundador del Seminario de San Carlos de Zaragoza, censor de la Inquisición y sacerdote racionero de la iglesia de San Salvador.

### Representación
Los 24 paneles de los que se compone el retablo miden 1,50 m. de alto y 0,90 m de ancho, donde se representan escenas de la vida de Jesús de Nazaret. Dispuestas en cuatro filas de seis pinturas cada una, entre las pinturas de la fila superior se destaca la infancia de Jesús desde el Nacimiento y la Epifanía, hasta la Huida a Egipto, mientras que en la parte intermedia se muestra su vida pública; desde el Bautismo de Jesús en el río Jordán a la Resurrección de Lázaro. En la parte baja se encuentran las escenas posteriores al Sacrificio, cuyo inicio es la Resurrección de Jesús y su final la Venida de Cristo el día del Juicio o Parusía. Finalmente la zona del banco se reserva para mostrar el ciclo de la Pasión de Cristo.
Existen además dos singularidades que causan interés como la escena de la Entrada en Jerusalén, que inicia el ciclo de la Pasión y se encuentra fuera de lugar en la primera fila de paneles, junto a la de Cristo resucitado, y la ausencia de la representación del Calvario, que debería mostrar el momento de la Crucifixión y que es uno de los elementos principales y más destacados de los retablos, ya que resume el mensaje del cristianismo.

### Restauración
En 1986 la Diputación de Zaragoza asumió la restauración de la iglesia y al mismo tiempo se enviaron las pinturas y la mazonería al taller de Ángel Marcos, experto restaurador de arte. Gracias a sus habilidades descubrió una de las obras más importantes, por iconografía y por tamaño, de los retablos que se construyeron y pintaron durante la Edad Media en España. En 1992 y ya restaurado, el retablo volvió a su lugar pero distinto a como llegó al taller de Ángel, quien resaltó el colorido, los detalles dorados y descubrió nuevas pinturas fuera de lo común en la época y en la zona.
La talla del Salvador recuperó su corona, el color de los ojos y mejoró la fisionomía que le dio el artista que la fabricó originalmente con 180 centímetros de altura. Se recuperaron las pinturas del guardapolvo o polsera, con las figuras de dieciocho profetas bíblicos y los escudos de Ejea de los Caballeros y Aragón. Conservó también el doselete de madera situado sobre la talla, pero perdió las tracerías que remataban cada escena.

Algunas de las pinturas del retablo mayor
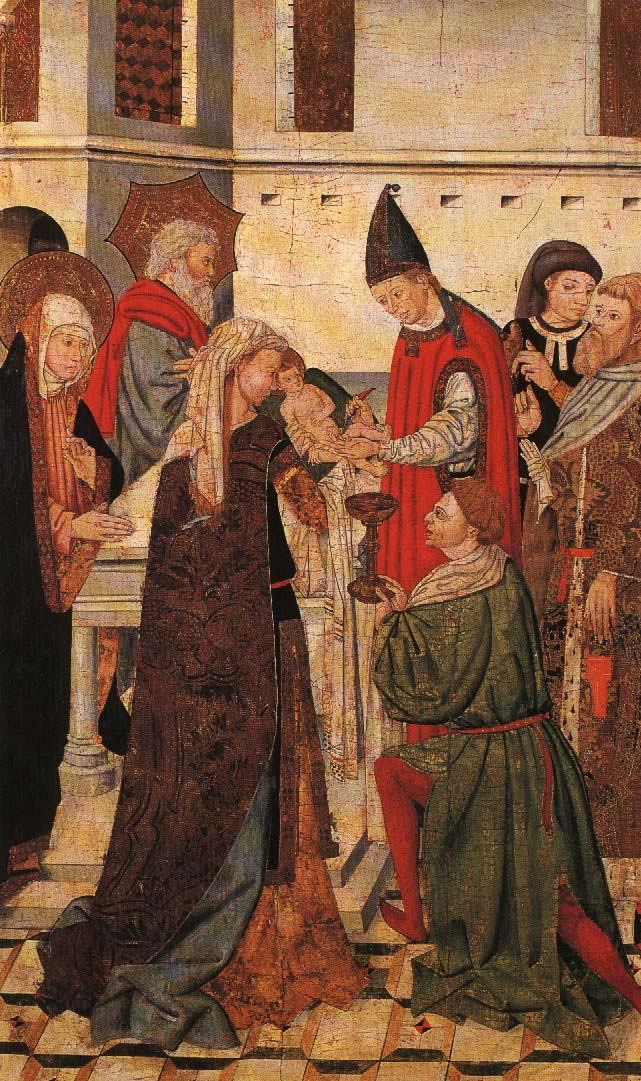
Circuncisión
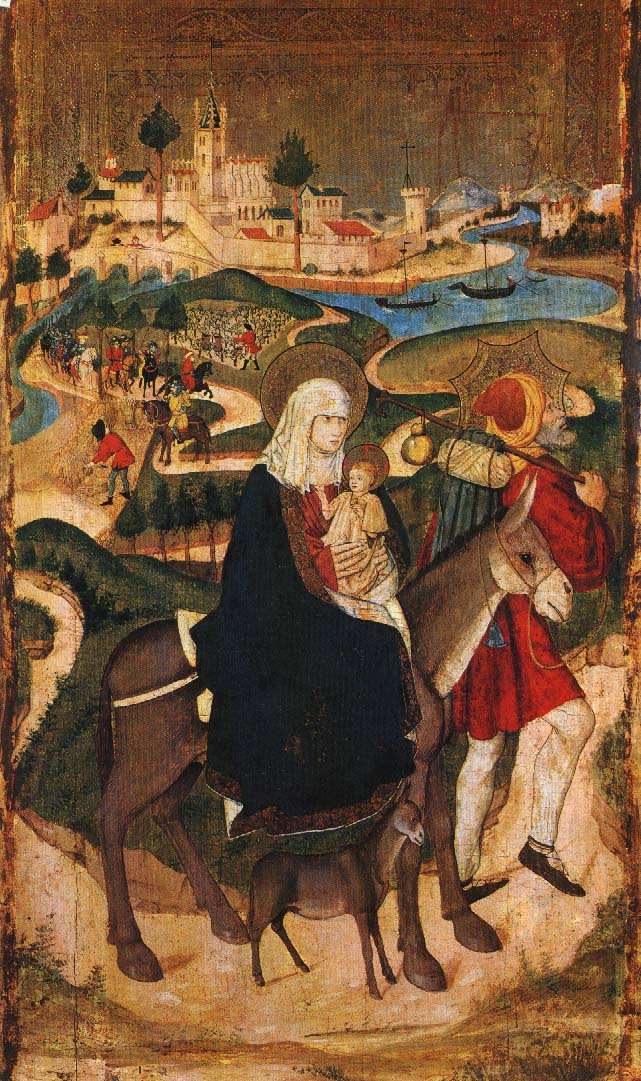
Huida
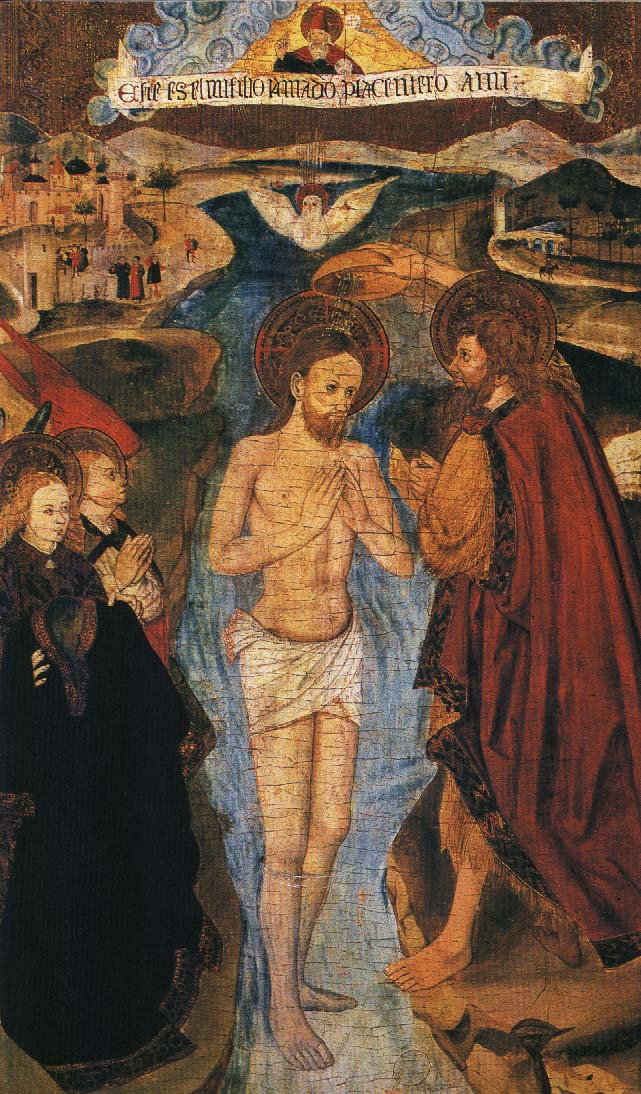
Bautismo de Jesús
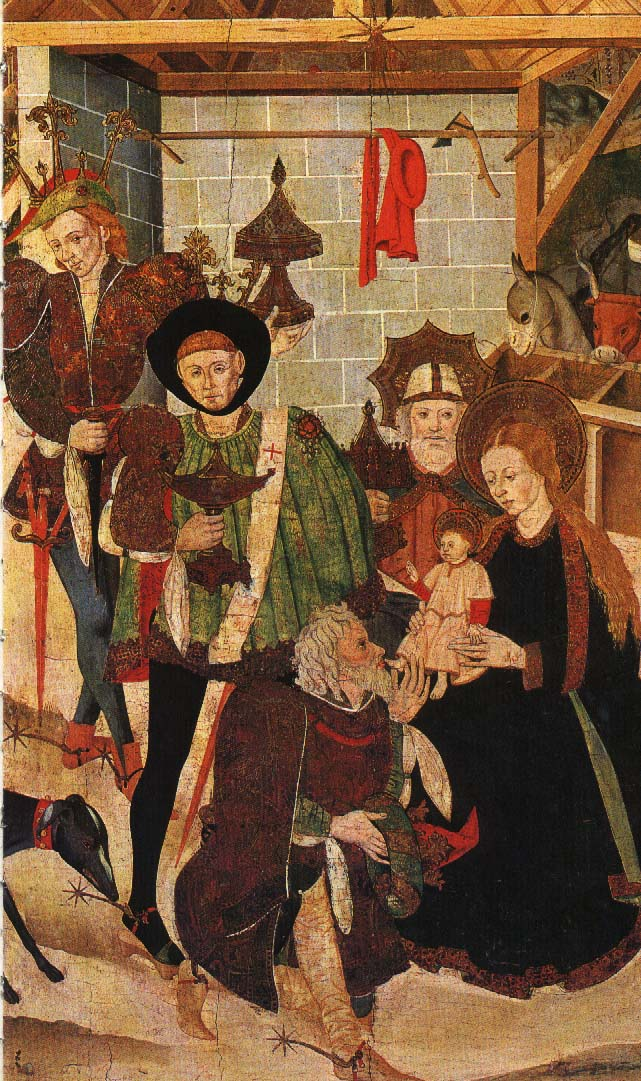
Epifanía
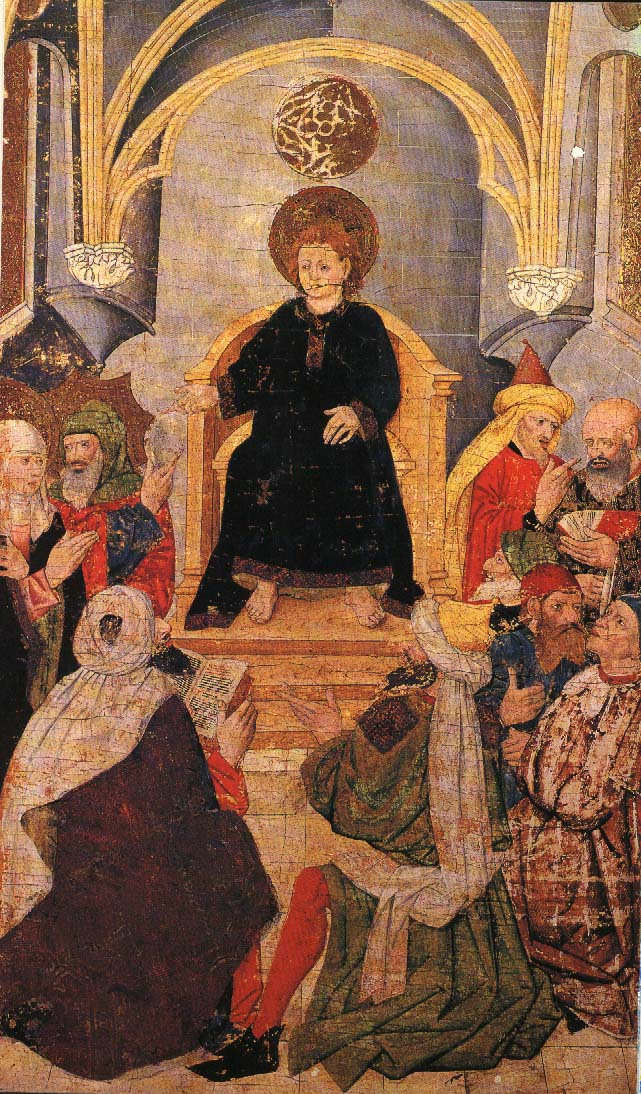
Jesús entre los escribas
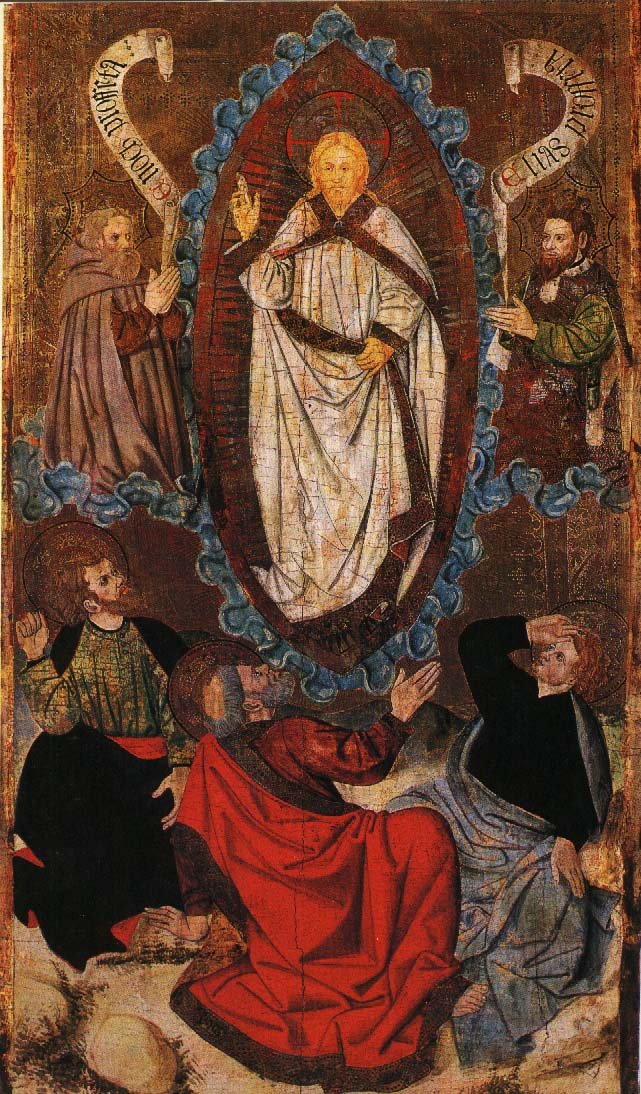
Transfiguración
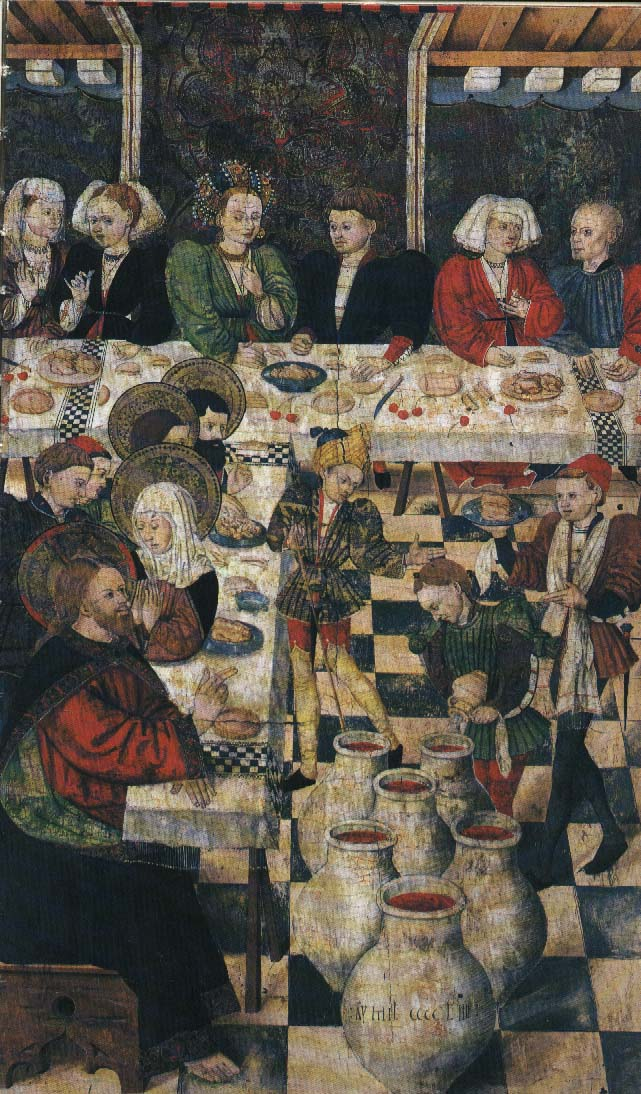
Bodas de Caná
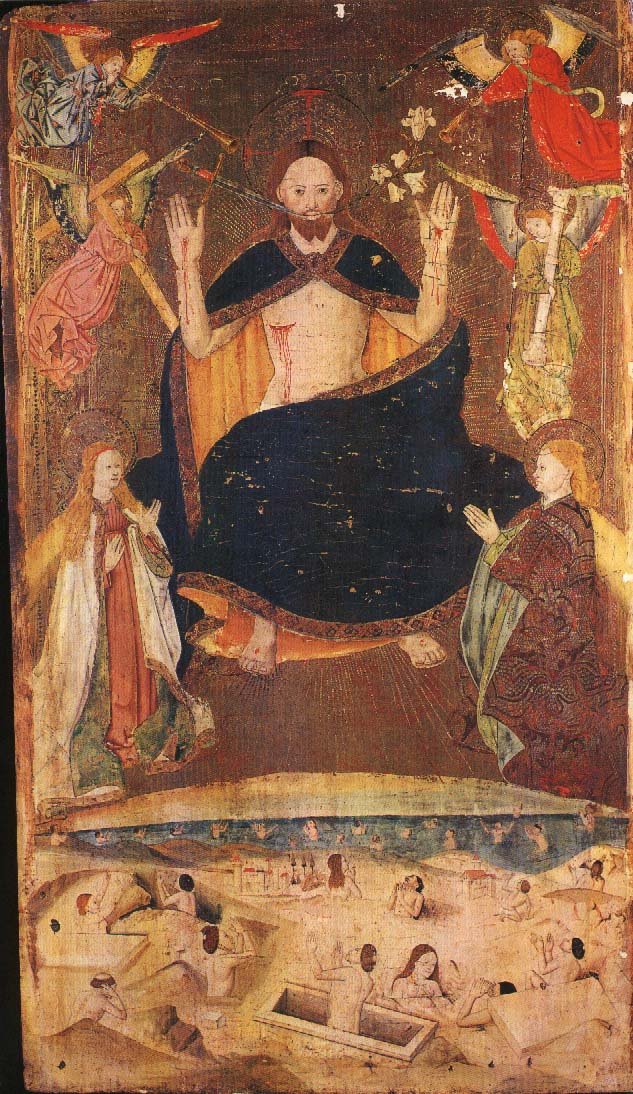
Día del Juicio
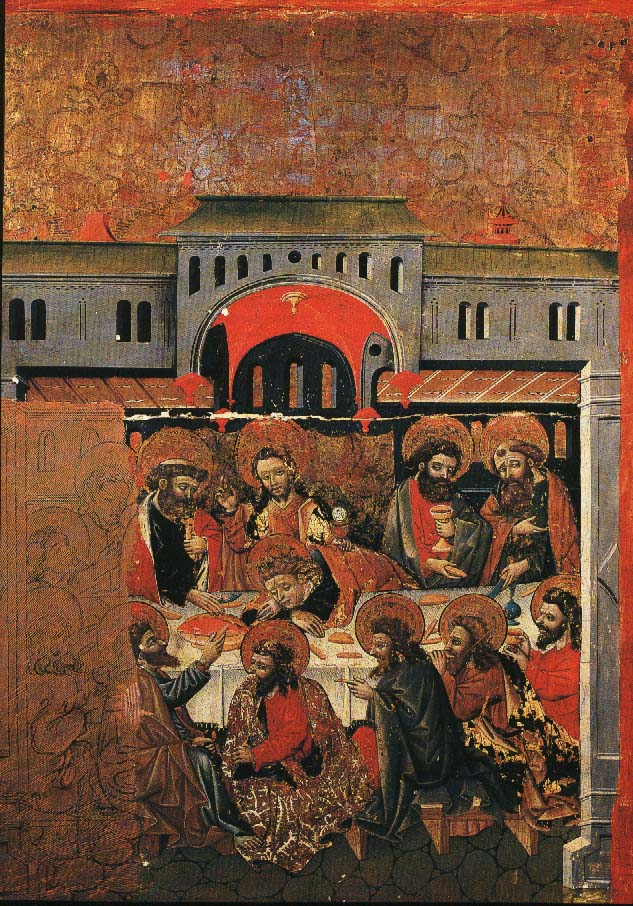
Última cena
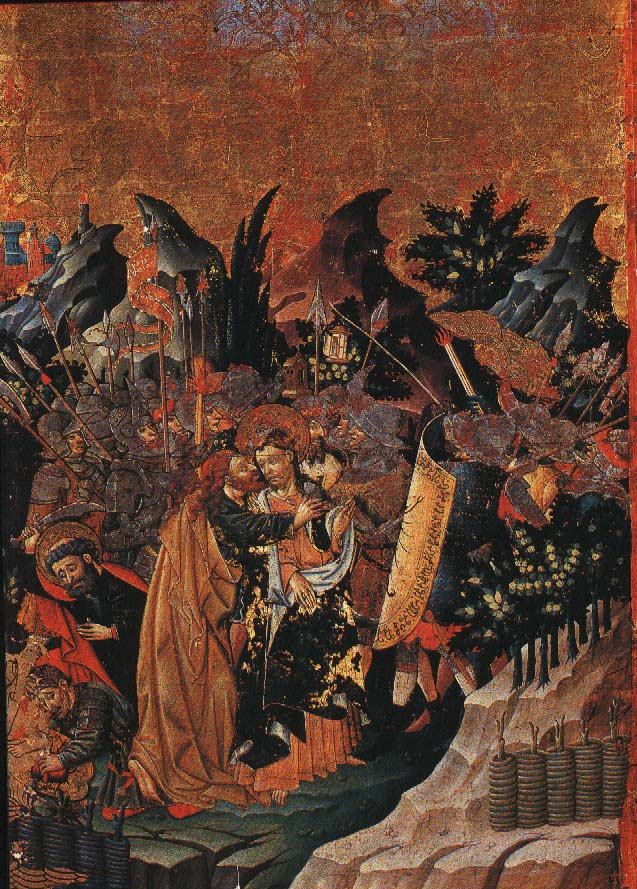
Beso de Judas